# اژیدیو موربلو
اژیدیو موربلو (انگلیسی: Egidio Morbello؛ زادهٔ ۱۹ اوت ۱۹۳۶) بازیکن فوتبال اهل ایتالیا است.
از باشگاه‌هایی که در آن بازی کرده‌است می‌توان به باشگاه فوتبال اینتر میلان، باشگاه فوتبال آلساندریا، باشگاه فوتبال مسینا، باشگاه فوتبال آ.اس. رم، و باشگاه فوتبال اسپال اشاره کرد.